# PMID
PMID (від англ. PubMed Identifier, PubMed ID) — унікальний ідентифікаційний номер, що присвоюється кожній публікації, опис, анотація або повний текст якої зберігається в базі даних PubMed.
Допускається одночасний пошук кількох публікацій по їх PMID (з уточнюючим тегом [pmid] або без нього), введеним у пошуковий рядок PubMed через пробіл — наприклад,
7170002 16381840.
При одночасному пошуку назв публікацій і інших термінів використання стандартних пошукових тегів PubMed є обов’язковим: lipman[au] 16381840[pmid].
Ідентифікатори PMID, присвоєні публікаціям в PubMed, згодом ніколи не міняються і не використовуються повторно.